# John Fox, Jr.
John Fox, Jr. (Kentucky, Estados Unidos, 16 de diciembre de 1862-Big Stone Gap, 7 de junio de 1919) fue un periodista y escritor estadounidense.
Una de sus obras más famosa es The Trail of the Lonesome Pine que fue llevada al cine en 1936 con la película homónima, película que incluía la canción A Melody from the Sky, nominada al premio Óscar a la mejor canción original. Esta novela era un romance western que fue un superventas en 1908, estaba ambientado en los montes Apalaches.
- Datos: Q1700099
- Multimedia: John Fox, Jr. / Q1700099